# Amager Vest
Amager Vest är en stadsdel på ön Amager i Köpenhamn med 58 174 invånare (2011). Stadsdelen bildades 2007 och omfattar bl.a. Islands Brygge, Ørestad, Sundbyvester och Amager Fælled. Området har på senare tid varit i stark utveckling, särskilt sedan introduktionen av Köpenhamns metro (2002), samt järnvägen till Köpenhamns flygplats och vidare över Öresund (2000).
Mellan 2002 och 2007 fanns stadsdelen Vestamager, som inte inkluderade Sundbyvester. Vestamager hade 7 550 invånare (2003). Vestamager är även namnet på en av metrostationerna i området.
På västra Amager finns det stora området Kalvebod Fælled (även kallat Vestamager), som genom fördämning och utfyllnad skapat en utökning av ön som påbörjades under andra världskriget som nödhjälpsarbete. Området tog många år att bygga och först 1957 stod utbyggnaden klar när man pumpade ut det sista saltvattnet. Området var militärt övningsområde till 1983. En del av området i väst har även fungerat som avstjälpningsplats. De obebyggda delarna av Vestamager är idag ett större grönområde genomkorsat av promenadstigar.
Sedan 1987 går Kalvebodbroerne härifrån över till Själland. I stadsdelen ligger bl.a. Bella Center samt ett av Danmarks största vandrarhem.